# Snövit och de sju dvärgarna
Snövit och de sju dvärgarna (engelska: Snow White and the Seven Dwarfs) är en amerikansk animerad långfilm från 1937, baserad på Bröderna Grimms version av den tyska folksagan om Snövit. Även om många tror det, var Snövit inte världens första animerade långfilm (den titeln innehas av den argentinska filmen El Apóstol (1917)), men den är däremot världens första tecknade långfilm i färg och skulle komma att bli den första framgångsrika filmen i sitt slag. Filmen, som hade världspremiär den 21 december 1937, banade väg för Disneys tecknade långfilmer.
Snövit och de sju dvärgarna nominerades till en Oscar för Bästa filmmusik och Walt Disney tilldelades en Heders-Oscar, samt sju ministatyetter, för "sin innovation inom det stora nya underhållningsområdet".
Snövit har även blivit tilldelad en stjärna på Hollywood Walk of Fame vid Hollywood Boulevard 6910.
År 1989 valdes filmen ut för att bevaras i National Film Registry av USA:s kongressbibliotek då den anses vara ”kulturellt, historiskt eller estetiskt betydelsefull”.

## Handling
Snövit är en ung vacker flicka med läppar röda som rosor, hår svart som ebenholts och hy vit som snö. Hennes styvmor är rikets drottning som själv vill vara den vackraste i landet. Varje dag frågar hon sin magiska spegel: "Spegel, spegel på väggen där - säg, vem som skönast i landet är?" - och så länge spegeln svarar "Ni, min drottning, skönast av alla är" är hon nöjd. Men en dag svarar spegeln att Snövit är vackrast i landet och detta gör drottningen rasande. Hon beordrar en jägare att ta med Snövit ut i skogen för att döda henne. Som bevis på dådet vill hon ha Snövits hjärta i ett skrin.
Jägaren tar med sig Snövit, men väl i skogen ångrar han sig och ber Snövit att fly in i skogen, och när hon gör detta möter hon en grupp djur som visar henne till en liten stuga där hon kan bo. Det visar sig snart att stugan tillhör sju dvärgar som först inte vill ha henne där. När hon berättar vad som kommer att hända med henne om de kör bort henne visar de förbarmande och låter henne stanna. Hon betalar tillbaka genom att städa, laga mat och berätta en saga om prinsen hon älskar.
När jägaren kommer tillbaka till drottningen överlämnar han ett hjärta i skrinet. Drottningen frågar igen sin spegel vem som är vackrast i landet och spegeln svarar att Snövit är vackrast. Drottningen påpekar att Snövit är död och att hon har fått Snövits hjärta som bevis. Spegeln berättar då för drottningen att jägaren gett henne ett hjärta från ett djur och att Snövit fortfarande lever och bor i de sju dvärgarnas hus. Drottningen bestämmer sig för att ta saken i egna händer och gör sig oigenkännlig genom att förtrolla sig till en gammal gumma. Sedan förgiftar hon ett äpple och ger sig av till dvärgarnas hus.
När dvärgarna är på väg till gruvan, kommer drottningen till stugan där Snövit är ensam. Hon knackar snällt på och Snövit vet att hon inte får öppna för någon. Hon öppnar ett fönster och där står drottningen förvandlad till en gammal gumma. Hon räcker fram äpplet. Först tvekar Snövit, men sedan smakar hon och det tar inte lång tid förrän hon faller ihop och somnar in i dödens sömn.
Samtidigt har djuren i skogen varskott dvärgarna om att Snövit är i fara. De jagar då drottningen, som sedan faller nedför en hög klippa och dör. När de hittar Snövit död på golvet, vill de inte begrava henne, utan låter henne ligga i en kista av glas och guld i skogen. Prinsen som hört talas om en prinsessa som sover i en glaskista kommer en dag och kysser Snövit och då vaknar hon till liv igen. Sedan gifter de sig och lever lyckliga i alla sina dagar.

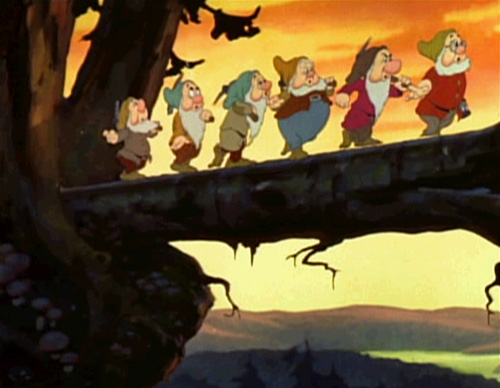
De sju dvärgarna går hem från arbetet i gruvan. Från vänster: Prosit, Blyger, Trötter, Glader, Butter, Kloker
(Toker saknas på bilden).

## Rollista

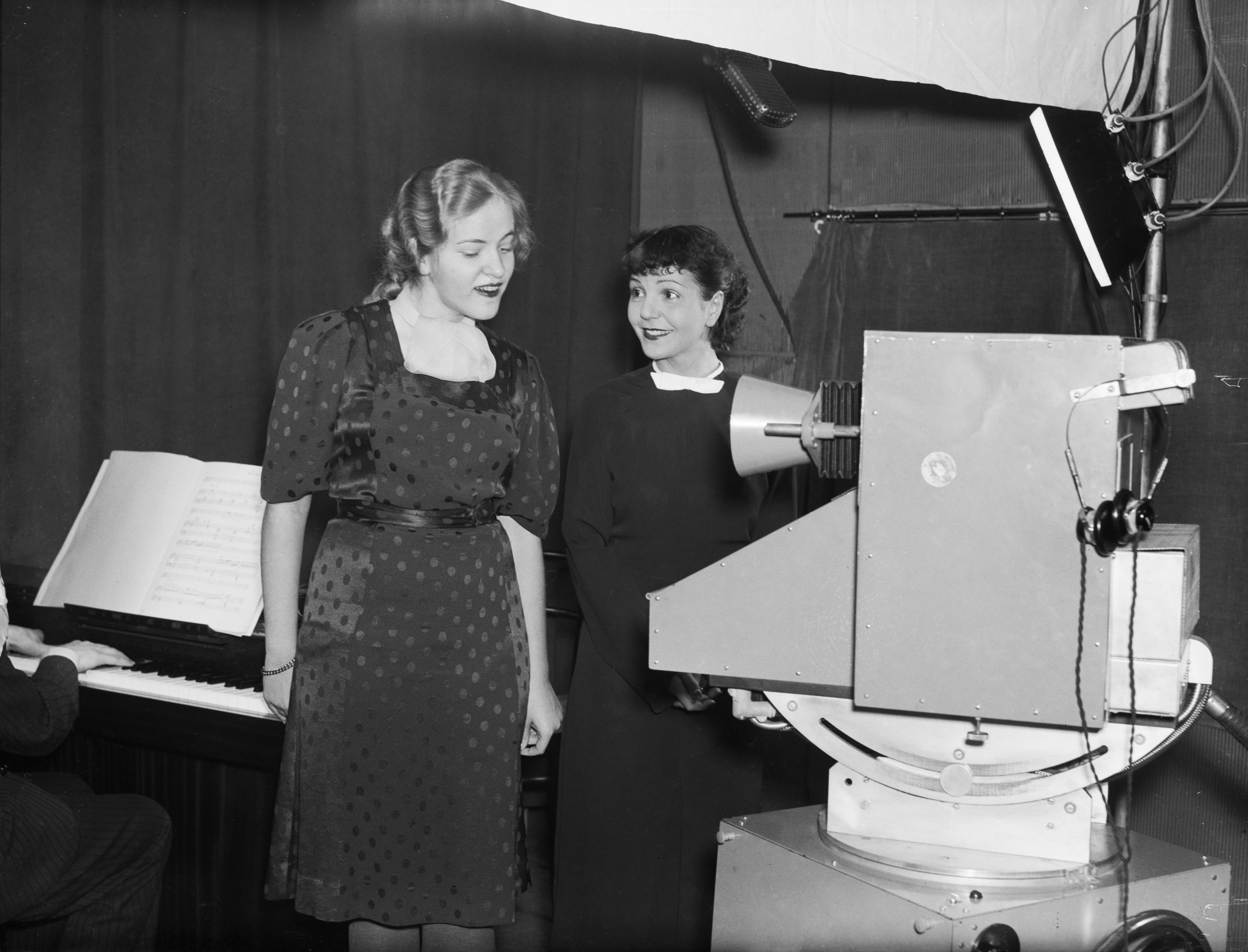
Tatjana Angelini spelar in Snövits svenska röst via en primitiv inspelningsapparat 1938.

Denna lista visar den engelska originalversionen och båda de svenska dubbningarna från åren 1938 och 1982.
Walt Disney som i vanliga fall var kritisk hyllade Tatjana Angelini som gjorde Snövits röst och sade att hon var bäst i rollen.
Omdubbningen som också är den version som visats på bio sedan 1982 är också den version som finns utgiven på VHS, DVD och Blu-ray.
| Roll                  | Originalröst      | Svensk röst (1938)  | Svensk röst (1982) |
| Snövit                | Adriana Caselotti | Tatjana Angelini    | Anna-Lotta Larsson |
| Den elaka drottningen | Lucille La Verne  | Hjördis Petterson   | Lil Terselius      |
| Häxan                 | Lucille La Verne  | Hjördis Petterson   | Helena Brodin      |
| Prinsen               | Harry Stockwell   | Gösta Kjellertz     | Bruno Wintzell     |
| Kloker                | Roy Atwell        | Rune Carlsten       | John Harryson      |
| Butter                | Pinto Colvig      | Stig Järrel         | Olof Thunberg      |
| Glader                | Otis Harlan       | Carl-Gunnar Wingård | Hans Lindgren      |
| Trötter               | Pinto Colvig      | Ragnar Falck        | Stig Grybe         |
| Blyger                | Scotty Mattraw    | Nils Hultgren       | Mille Schmidt      |
| Prosit                | Billy Gilbert     | Ragnar Falck        | Bert-Åke Varg      |
| Toker                 | Eddie Collins     | Eddie Collins       | Eddie Collins      |
| Den magiska spegeln   | Moroni Olsen      | Tord Stål           | Georg Rydeberg     |
| Jägaren               | Stuart Buchanan   | Tord Stål           | Jan Nygren         |
| Berättare             |                   |                     | Sture Ström        |

## Animatörer (i urval)
| - Norman Ferguson - Hamilton Luske - Fred Moore - Vladimir Tytla - James Algar - Arthur Babbit - Paul Busch - Jack Campbell - Les Clark | - James Culhane - Ugo D'Orsi - Al Eugster - Hugh Fraser - Bernard Garbutt - Campbell Grant - Milt Kahl - Ward Kimball - Eric Larson - Dick Lundy - Robert Martsch - John McManus | - Joshua Meador - Myron Natwick - Amby Paliwoda - Stan Quackenbush - Wolfgang Reitherman - Bill Roberts - George Rowley - Louie Schmitt - Paul J. Smith - Fred Spencer - Robert Stokes - Sandy Strother | - David Swift - Frank Thomas - Riley Thomson - Cornett Wood - Marvin Woodward - Cy Young - Marc Davis - Ollie Johnston - John Lounsbery - Lester Novros |

### Övriga medverkande (i urval)
- Scenografi: Ken Anderson, Tom Codrick, Hugh Hennesy, Harold Miles, Kendall O'Connor, Charles Philippi, Hazel Sewell, Terrell Stapp, McLaren Stewart, Gustaf Tenggren, John Hubley
- Regiassistenter: Hal Adelquist, Ford Beebe, Carl Fallberg, Mike Holoboff
- Musikalisk arrangör: Freeman High
- Rörelsemodell för Snövit: Marge Champion
- Rörelsemodell för Prinsen: Louis Hightower

## Produktion

### "Disneys dårskap"
Walt Disney hade under slutet av 20- och 30-talet lyckats etablera sig som en av Hollywoods stora filmmakare. Hans Musse Pigg-kortfilmer och Silly Symphonies-filmer hade rönt stora framgångar. Han hade även börjat experimentera med tecknad färgfilm, vilket skulle visa sig vara ett både kreativt och lukrativt drag, då en av hans första tecknade kortfilmer i färg, Tre små grisar, spelade in mer än 250 000 dollar på två år. Tack vare detta kunde Walt ta ut en bankkredit på en miljon dollar, med vilka han skulle finansiera sitt nya projekt: en tecknad långfilm på bröderna Grimms berättelse Snövit.
Disney hade ända sedan 15-årsåldern velat göra en film om Snövit. Han hade då sett en stumfilmsversion med Marguerite Clark i huvudrollen vilken hade gjort ett stort intryck på honom. Filmen projicerades på en skärm med fyra sidor och han satt så att han kunde se två skärmar samtidigt. Tankarna att göra en långfilm var dock inte bara hämtade ur ett konstnärligt perspektiv, den stora depressionen hade påverkat biosalongerna vilket resulterade i att många biografägare var tvungna att ge bort fribiljetter eller visa dubbla långfilmer, vilket påverkade budgeten till kortfilmer negativt.

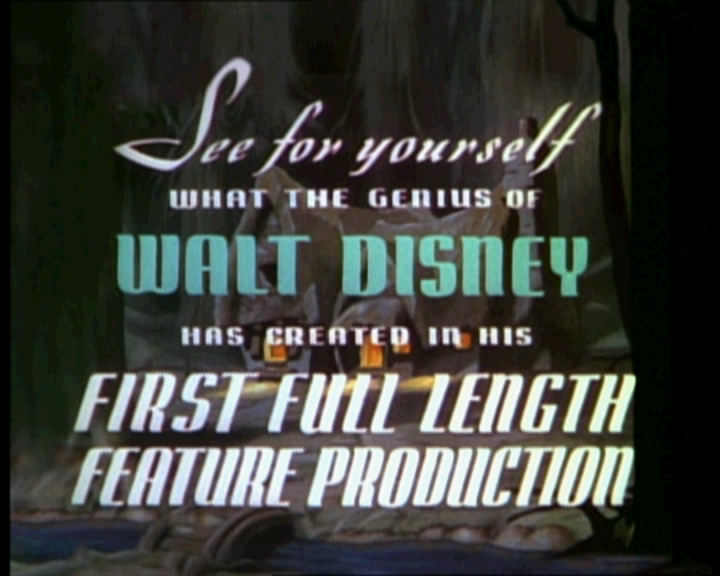
Bild från Snövits trailer, som basunerar ut Walts genialitet

Det ryktades att Disneybolaget var på väg att gå i konkurs, då det var allmänt känt att bolagets ekonomi gick upp och ner, så när Walt kallade hela sin personal till ett möte var många övertygade om att bolaget skulle läggas ned. Mötet visade sig dock vara Walts tillkännagivande av att Snövit-produktionen skulle starta. Därefter spelade Disney själv upp hela historien, inklusive alla roller och scener och vid slutet spred sig applåderna mellan de anställda. Dagen efter gav filmbolaget ut ett pressmeddelande om att Disney skulle göra en tecknad långfilm av sagan Snövit.
Många morgontidningar menade att Disneys nya projekt var en förnyelse inom filmbranschen, medan filmbolagen i Hollywood inte var lika entusiastiska. De var övertygade om att projektet skulle innebära slutet för Walts karriär och döpte projektet till Disneys dårskap.
Walt tog dock ingen notis om detta, utan fokuserade helt på sitt nya projekt och lät anställa fler tecknare. Alla intervjuades personligen av Walt, och några av de nyanställda var Marc Davis, Ward Kimball, Frank Thomas och Ollie Johnston som senare skulle ingå i den grupp Walt kallade för de nio gamla männen, eftersom de var de mest lojala och bar ansvaret för många scener i Disneystudions filmer. Innan Snövit-projektet startade hade Walt haft sex heltidsanställda tecknare men i och med detta projekt ökade arbetsskaran till 50 animatörer, 50 assisterande animatörer, en orkester med 24 medlemmar samt manusförfattare, färgläggare, kameramän, tekniker, sekreterare och budpojkar.

### Produktionen startar
Produktionsschemat och berättelsen till Snövit blev klar 1935 och animatörerna såg fram emot att få göra en långfilm. Walts bror Roy ansåg däremot att det skulle ta för lång tid att göra filmen och att summan de var tvungna att investera i projektet var alldeles för hög. De var nu tvungna att betala ut mer löner efter att ha anställt flera nya animatörer och Walt hade dessutom infört ett bonussystem där bonusen bestämdes utifrån hur lång tid tecknaren hade tillbringat i studion varje vecka. Bonussystemet var menat att se till att de bästa tecknarna inte skulle hoppa av projektet innan filmen var färdig. Roy bekymrade sig över att deras utgifter skulle bli extremt stora, men Walt menade att de kunde skära ner på produktionen av kortfilmer för att få råd. Detta oroade Roy än mer eftersom kortfilmerna var filmbolagets största inkomstkälla. I slutändan skulle Walt bli tvungen att inteckna sitt hus för att få tillräckligt med kapital till produktionen som pågick i tre år och landade på 1,5 miljoner dollar, en monstruös summa för en film på 30-talet.

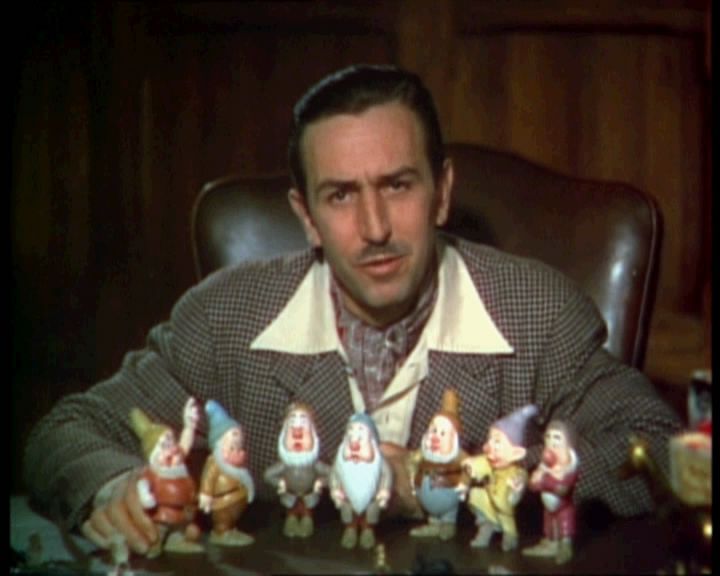
Walt Disney med miniatyrer av dvärgarna.

Walt lät sina animatörer studera människor och modeller, i syfte att lära sig hur människors rörelser ser ut, så att filmen skulle bli så realistisk som möjligt. De fick också lära sig hur kroppsspråk och rörelser kan uttrycka en personlighet (detta användes till dvärgarna, då de har ungefär samma kroppsbyggnad men helt olika egenheter). Animatörerna fick dessutom lära sig att teckna regn, blixtar, vatten och vattenspeglingar.
Det svåraste skulle visa sig vara att bestämma Snövits utseende. Många av animatörerna hade egna tankar och idéer om hur hon såg ut. Även prinsens utseende var svårt att komma fram till. Då filmteamet kände att han inte passade så bra ihop med resten av karaktärerna kortades hans del i filmen ned; han hade från början en mycket större roll än den vi ser idag. Toker skulle från början ha pratat, precis som alla de andra dvärgarna, men då ingen passande röst kunde hittas fick han bli stum.

### Produktionsarbetet
Under de tre år som filmen var i produktion gjordes över två miljoner teckningar, men endast 250 000 användes i filmen. 750 personer arbetade med den och 80 musiker hjälpte till att bidra till dess musik. Färgläggningen var väldigt exakt, alla färger skulle vara precis rätt nyans. Det kunde därför ta flera månader att få fram exakt den färg man ville använda, och den färdiga filmen hade mer än 1500 färgnyanser.

### Sånger
| Originaltitel I'm Wishing One Song With a Smile and a Song Whistle While You Work Heigh Ho Bludde-Uddle-Um-Dum (The Dwarfs' Washing Song) The Dwarfs' Yodel Song (The Silly Song) Someday My Prince Will Come Music in Your Soup (Sången blev bortklippt men visas på extramaterial på filmerna) You're Never Too Old to Be Young | Svensk titel Jag önskar En sång När jag sjunger och ler Nu visslar vi ett slag Hej-Hå Tvättsången En tokig sång En dag är prinsen här svensk titel saknas |

Music in Your Soup och You're Never Too Old to Be Young skrevs till filmen, men det bestämdes att dessa låtar inte skulle användas. Music in Your Soup finns dock med som "skissad" scen på 1994 års videoutgåva i kortfilmen Bakom kulisserna – så gjordes Snövit och de sju dvärgarna. Båda sångerna är inkluderade på filmens soundtrack och finns även på laserdiskboxen av filmen.

## Distribution och mottagande
Snövit blev klar i december 1937 och en förhandsvisning hölls på biografen Pomona nära Disneys studio. Visningen visade sig dock bli ett orosmoment för dem som arbetat med filmen; hela publiken hade skrattat och applåderat och det såg ut som om de tyckte om den, men ändå gick en tredjedel av publiken innan filmen var slut. De som gick visade sig senare vara collegestudenter som var tvungna att vara tillbaka vid sina studenthem en viss tid.
Snövit hade världspremiär på Carthay Circle Theater för en inbjuden Hollywoodelit den 21 december 1937. Walt hade valt Carthay Circle av sentimentala skäl; det var den biografen som hade premiärvisat alla hans filmer sedan Musse Piggs första framträdande. Många av dem som kom till premiären var skeptiska till Disneys film, men när den sista scenen hade avslutats hyllades Disney och filmen med en stående ovation. En kort tid senare dök Walt och dvärgarna upp på framsidan av Time Magazine. Filmen hade premiär för allmänheten den 4 februari 1938 och skulle tjäna in 8,5 miljoner dollar över hela världen, och det bara under den första premiären (filmen skulle ha nypremiär åtskilliga gånger senare). Snövit var den film som spelat in mest pengar någonsin globalt under ett år, innan Borta med vinden övertrumfade denna summa. Om intäkterna från Snövit skulle justeras efter inflation är filmen den tionde största inkomstbringande filmen i USA någonsin.

### Reklamslogans
- Still the fairest of them all!
- The Best Loved Musical Of All Time
- The Show Sensation Of The Generation!
- Walt Disney's First Full Length Feature Production
- Behold - The Miracle Of The Movies! - Coming To Amaze You, Charm You, Thrill You!
- The One That Started It All

### Svenska premiärer
- 27 september 1938 – svensk biopremiär[11]
- 26 december 1944 – nypremiär[12]
- 12 december 1949 – nypremiär[13]
- 15 december 1962 – nypremiär[14]
- 1 december 1973 – nypremiär[15][16]
- 4 december 1982 – nypremiär med ny dubbning[17]
- 27 mars 1992 - nypremiär (oklippt version)[18]
- 19 oktober 1994 – köpvideopremiär
- 17 oktober 2001 – nypremiär på video, samt premiär på DVD
- 1 oktober 2009 – nypremiär på DVD, samt premiär på Blu-ray

### Kritik
| ”                                                                                            | Låt er rädsla tystas genast: Mr. Disney och hans otroliga tekniska manskap har överträffat sig själva. Filmen gör mer än möter förväntningarna. Det är en klassiker, lika cinematiskt viktig som Nationens födelse eller födelsen av Musse Pigg. Inget riktigt likt detta har någonsin gjorts förut; och vi har redan blivit oartiga nog för att ropa efter ett dacapo. /.../ Men inget barn kan, självklart, drömma en dröm som denna. Mr. Disneys humor har nämligen en extremt sofistikerad enkelhet. /.../ Om du missar den kommer du att missa en av de tio bästa filmerna från 1938. Tack så mycket, Mr. Disney, och kom snart tillbaka. | „ |
| – Frank S. Nugent, New York Times, 14 januari 1938, recension av Snövit och de sju dvärgarna | |   |

| ”                                                                                           | Vad du ser i "Snövit" är en målning som alltid skimrar, skälver, av rörelse och uppfinning. Till detta länkas den centrala berättelsen, som liksom alla bra sagor är skrämmande, innehåller en ond drottning, den illvilliga spegeln på väggen, det förgiftade äpplet, instängd i glaskistan, blixtstormen, klippavsatsen, drottningens dödsfall. /.../ Den fortsätter att vara juvelen i Disneys krona /.../ Ordet geni används lätt och har förbilligats, men när det används för att beskriva Walt Disney, reflekteras det han föreställde sig om den här filmen, i hela dess längd, revolutionerande stil och uppfinningsrikedom, när det inte fanns något liknande -- och på grund av detta är varenda tecknad film sedan dess skyldig den något. | „ |
| – Roger Ebert, Chicago Sun Times, 14 oktober 2001, recension av Snövit och de sju dvärgarna | |   |

### Priser och nomineringar

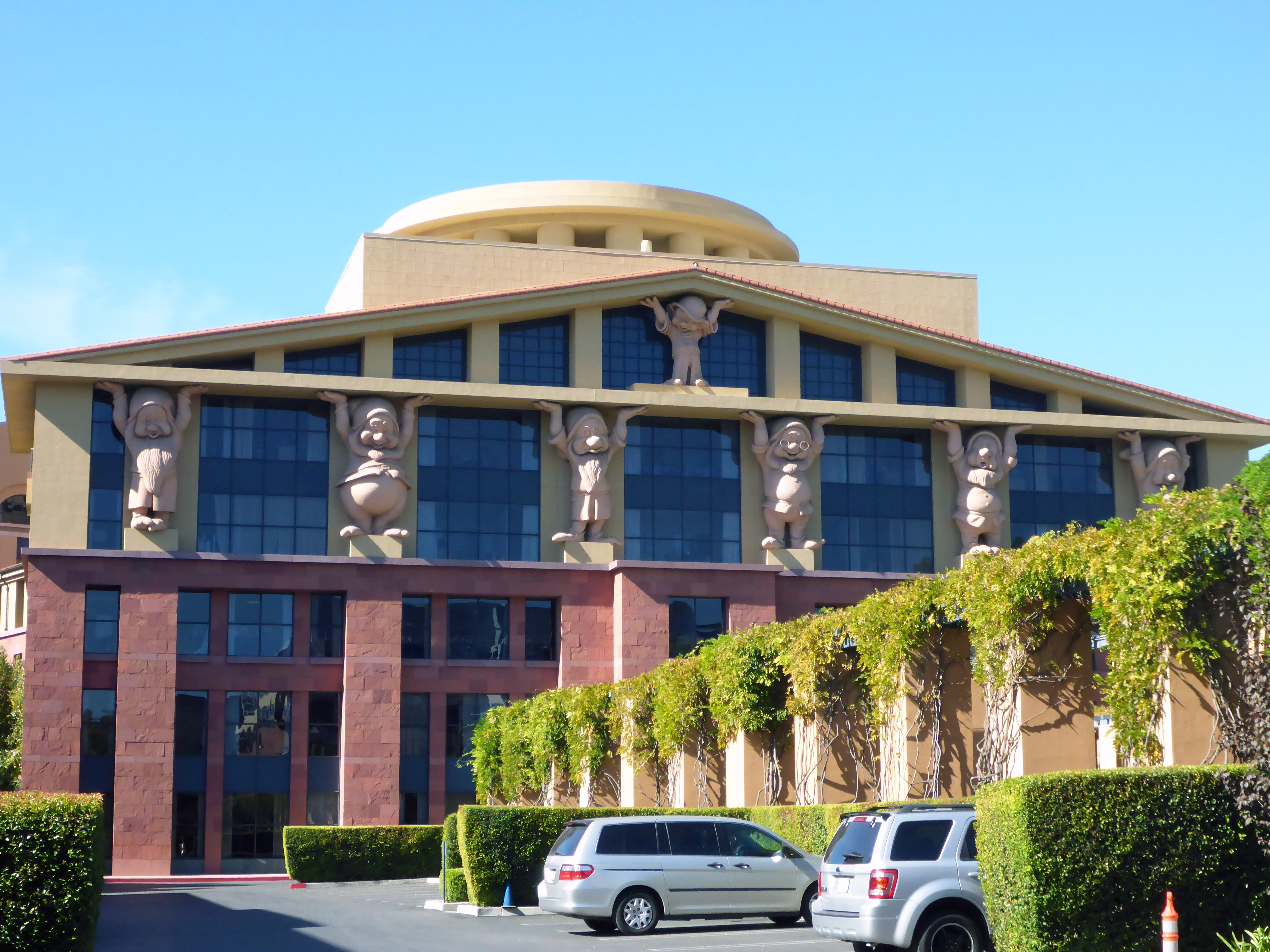
Team Disney Building, uppförd 1990 och ritad av Michael Graves, där de sju dvärgarna från filmen håller upp byggnaden som är huvudkontoret för The Walt Disney Company. Det var intäkterna från filmen som möjliggjorde bygget av Walt Disney Studios i Burbank 1940.

Inför Oscarsgalan 1938 blev Leigh Harline nominerad för Bästa filmmusik, men förlorade till Charles Previn som vann priset för filmmusiken till 100 man och en flicka. Trots att musiken till Snövit hade skrivits av Harline, Frank Churchill och Paul J. Smith blev bara Harline nominerad då han var chef över musikavdelningen. Mellan 1935 och 1938 ansåg nämligen Oscarsakademin att filmmusik var hela musikavdelningens prestation och därför blev inte enskilda kompositörer nominerade.
År 1938 vann Walt Disney Grand Biennale Art trofén vid Venedigs filmfestival och året därpå fick han mottaga ett specialpris från New Yorks filmkritiker. På Oscarsgalan 1939 presenterade Shirley Temple en hedersoscar till Walt, vilken bestod av en normalstor Oscarsstatyett och sju mindre statyer. Motiveringen till att Walt fick priset var att "Snövit hade varit en viktig filminnovation som charmat miljoner och att Disney genom den hade varit pionjär i ett nytt stort underhållningsområde".
År 1984 tilldelades filmen Jackie Coogan-priset och tre år senare, till filmens 50-årsjubileum, fick Walt Disney postumt ett specialpris från Motion Picture Screen Cartoonists Awards. 1989 valdes filmen, som en av de första, in i USA:s National Film Registry (Nationella filmregistret) så att filmen kunde bevaras för kommande generationer. Snövit och de sju dvärgarna har även en egen stjärna på Hollywood Walk of Fame vid 6912 Hollywood Boulevard.
På senare år har filmen nominerats till och tilldelats priser för den dvd som utkom 2001.